# Throston
Throston var en civil parish från 1866 till 1936 då den blev en del av Hartlepool, i grevskapet Durham, i England. Civil parish hade 3 729 invånare år 1931. Ward hade 8 255 invånare år 2021.